# St. Peter und Paul (Freiburg-Kappel)
St. Peter und Paul ist die römisch-katholische Pfarrkirche von Kappel, einem Stadtteil von Freiburg im Breisgau. Im Stil des Barock gebaut, ist sie zugleich Standort eines älteren, nämlich spätgotischen, viel verehrten Muttergottes-Gnadenbildes. Die Pfarrgemeinde bildet mit St. Barbara in Freiburg-Littenweiler, St. Hilarius in Freiburg-Ebnet und Heilige Dreifaltigkeit in Freiburg-Waldsee die Seelsorgeeinheit Freiburg-Ost des Dekanats Freiburg innerhalb des Erzbistums Freiburg. Die Kirche und ihre Geschichte sind besonders von dem Merdinger Lehrer und Kunsthistoriker Hermann Brommer erforscht worden.

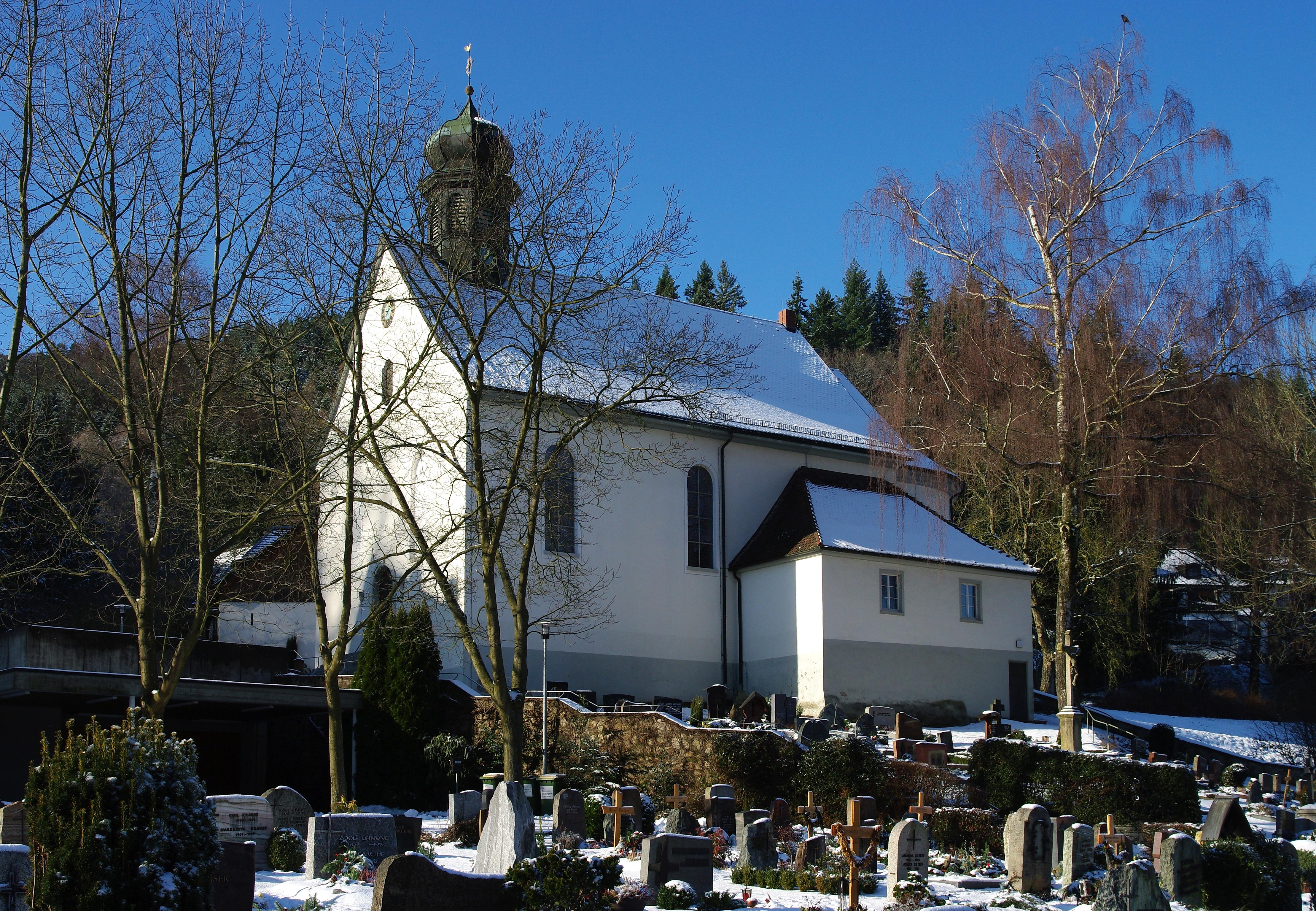
St. Peter und Paul von Südosten

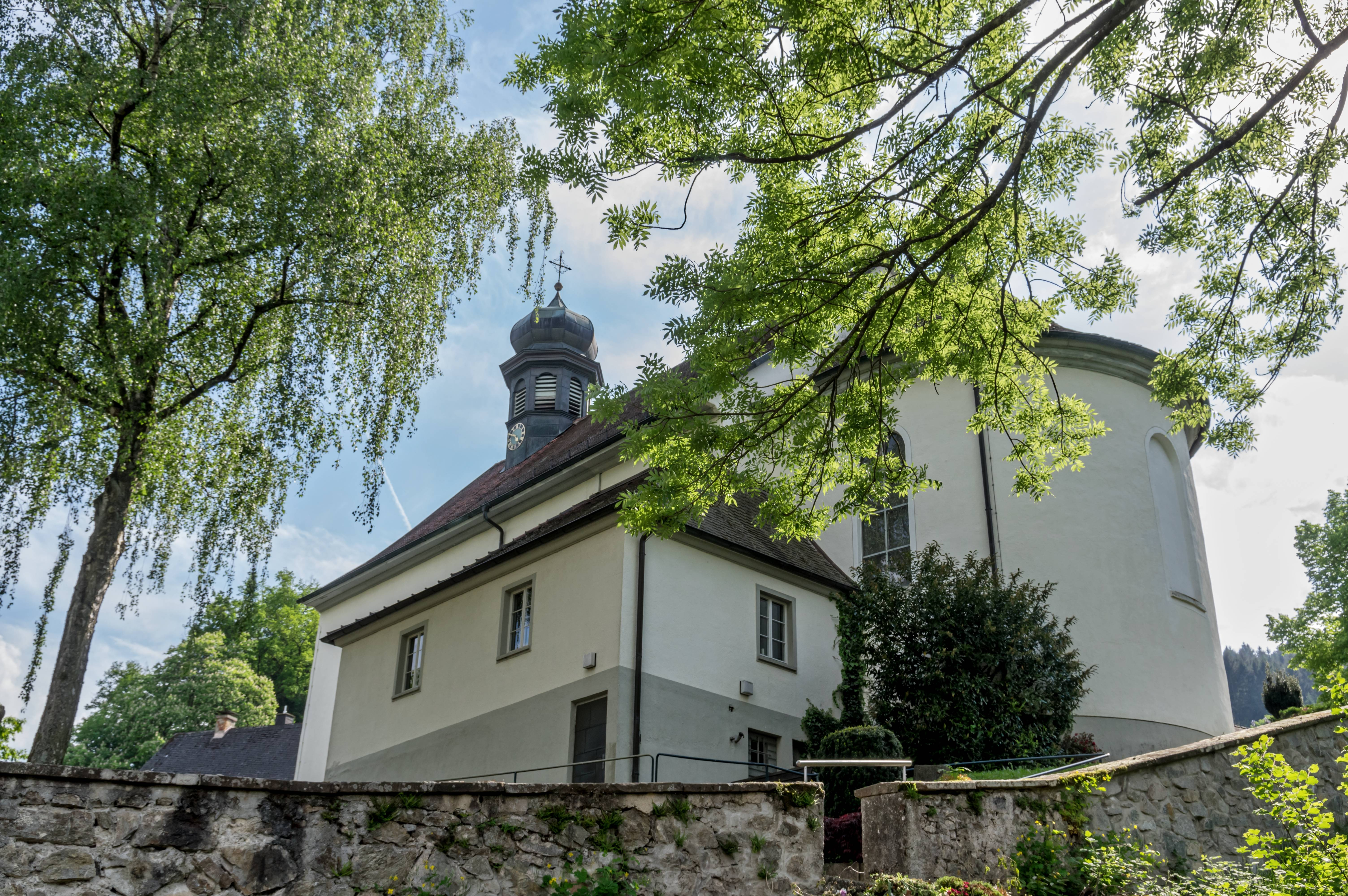
St. Peter und Paul von Nordosten

## Geschichte
Eine Kapelle gab Kappel den Namen, der früher auch „Capelle“ lautete. Wann aus der Kapelle eine Kirche wurde, ist unbekannt. Jedenfalls werden der Ort wie seine Kirche 1272 erstmals erwähnt. Damals übergaben die Herren von Rötteln ihren gesamten Kappeler Besitz der Freiburger Kommende des Deutschen Ordens. Die Pfarrei war neben St. Gallus in Kirchzarten die einzige im „Zartener Becken“, dem Dreisamtal östlich von Freiburg, und wird 1275 im Liber decimationis, dem Zehntbuch des Bistums Konstanz, die zweitreichste des Dekanats Wasenweiler nach St. Gallus Kirchzarten genannt. Ab Mitte des 15. Jahrhunderts erwarb das Wilhelmitenkloster in Oberried Stück für Stück Besitz in Kappel. 1725 übernahm die Benediktiner-Abtei St. Blasien mit dem Priorat Oberried auch die Ortsherrschaft in Kappel. Der Kirchensatz, also das wirtschaftliche Nutzungsrecht und Präsentationsrecht bei der Wahl des Pfarrers, blieb bei den Deutschherren.
Spätestens 1476 stand am Sonnenberg oberhalb von Littenweiler als Filiale von St. Peter und Paul eine Barbara-Kapelle. 1916 wurde Littenweiler Pfarrkuratie, 1944 eigene Pfarrei. 1496 wurde in Kappel eine Marienbruderschaft gegründet. Sie beteiligte sich an der Finanzierung des Kirchenbaus. Im Zuge des Josephinismus wurde sie 1785 aufgehoben. Die Beziehung Kappels zum Deutschen Orden und zu St. Blasien endete 1806 mit der Säkularisation. Seither lagen sowohl das Präsentationsrecht als auch die Orts- und Landesherrschaft beim Großherzogtum Baden.

## Baugeschichte

Entwürfe
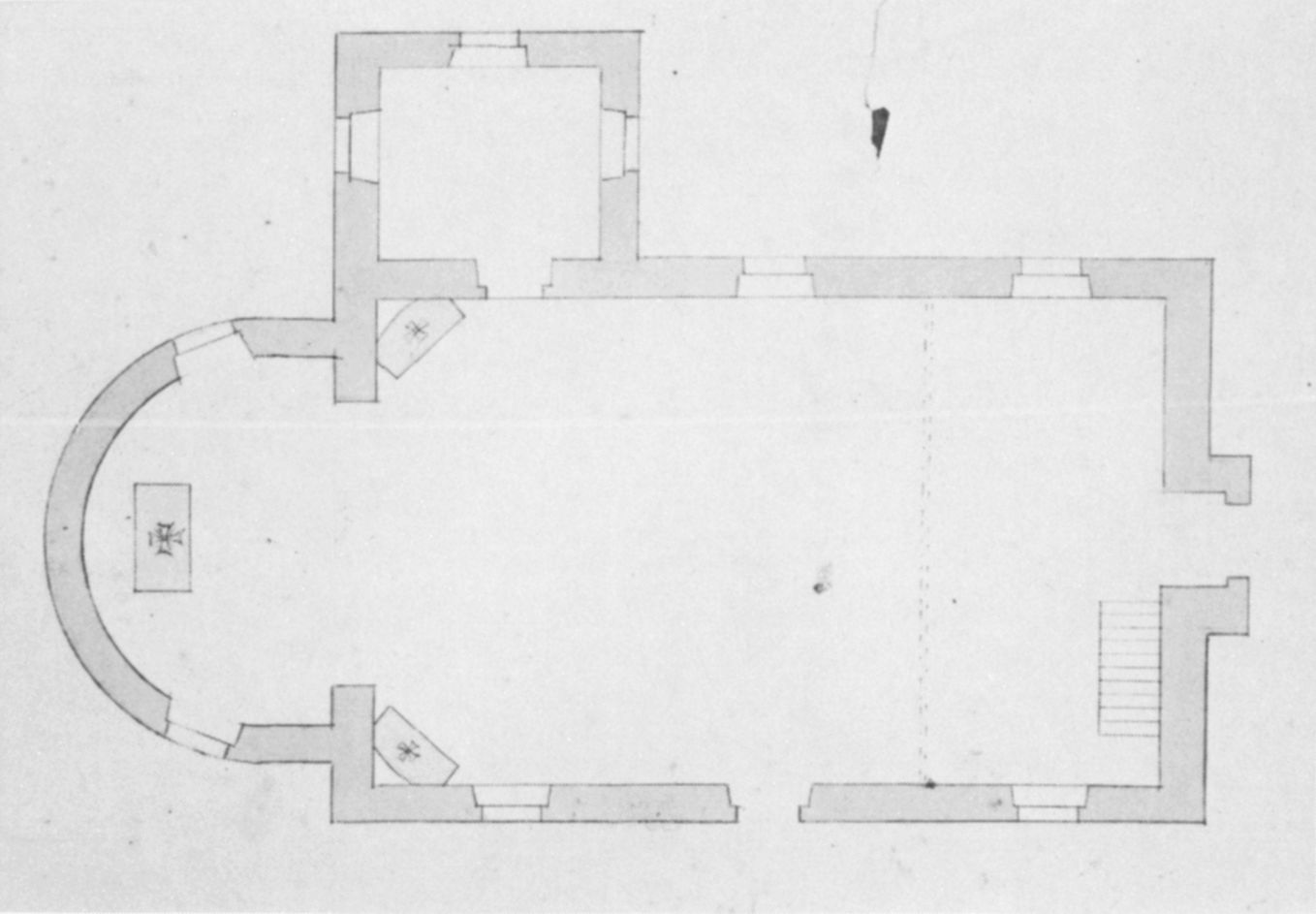
Grundriss Bagnatos 1739
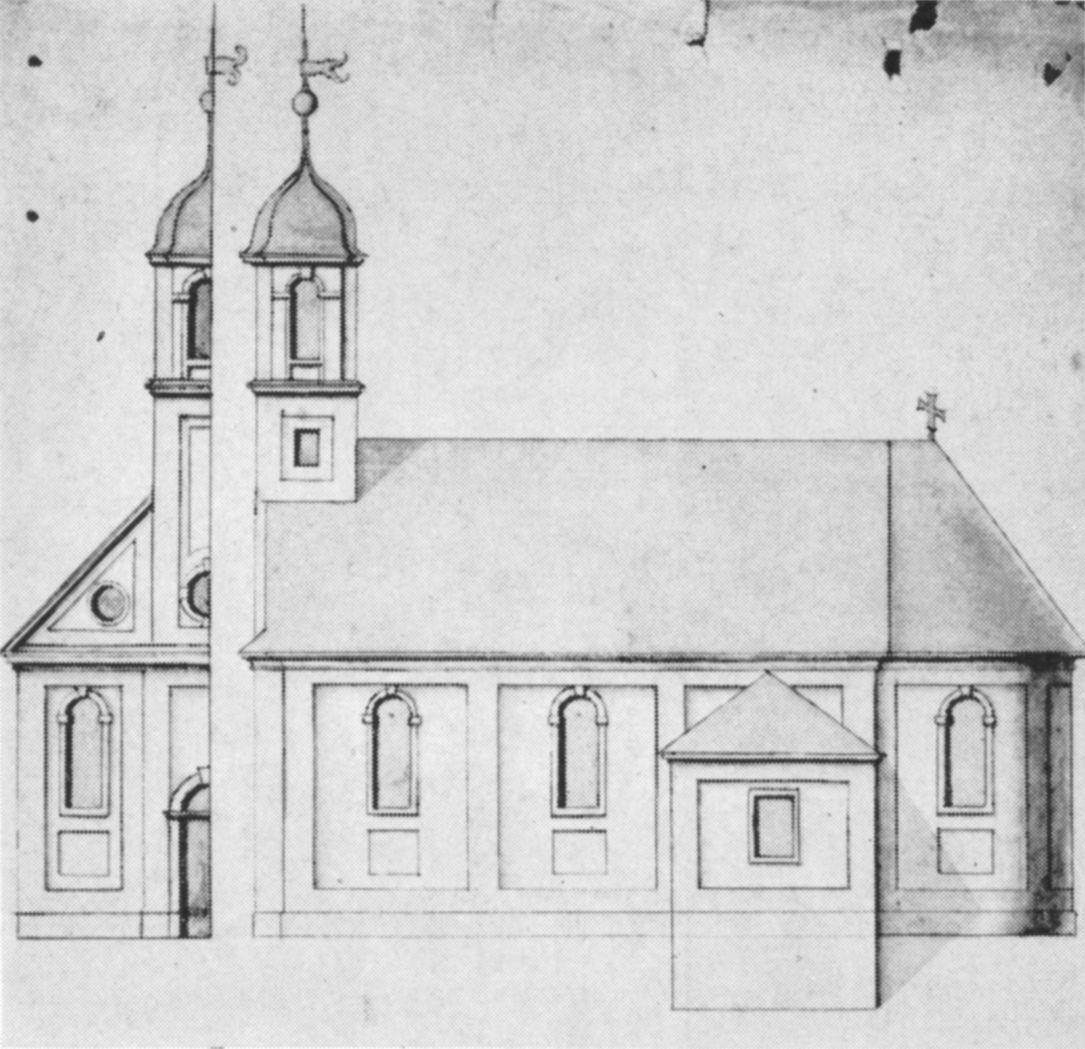
Aufriss Bagnatos 1739
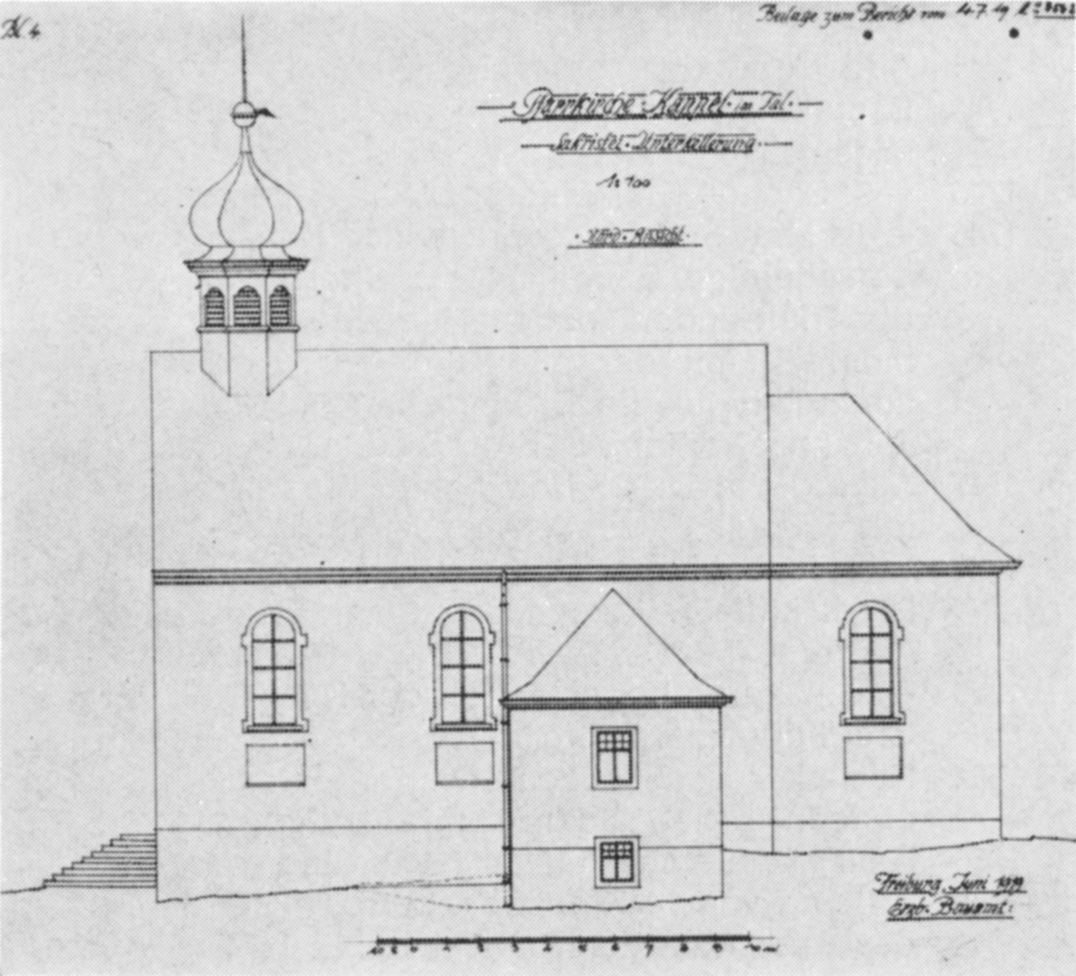
Aufriss Willams 1747

1651 war die alte Kirche, von der niemand wusste, „wann oder Von weme sie erst- oder letstmahls gebauet worden seye“, ruinös. 1736 nahm der Baumeister des Deutschen Ordens, Johann Caspar Bagnato, sie in Augenschein. Ein Jahr später schrieben die Kappler Bürger dem Ordenskomtur, es sei „landkündig, in waß für einem Elenden und recht miserablem standt sich Unsere alte Pfarrkirchen zue Cappel befinde“. Wieder zwei Jahre später fertigte Bagnato Risse und einen Kostenvoranschlag für einen kompletten Neubau an. Um die Kostenübernahme aber stritten sich der Deutsche Orden und die „Pfarrkinder“. Erst 1746, nach einem Schiedsspruch des Konstanzer Ordinariats, einigte man sich: Der Deutsche Orden kam für den Chor, die Pfarrangehörigen kamen für das Langhaus auf. Die Marienbruderschaft schoss 500 Gulden zu. Auch Pfarrer Johann Kaspar Schrenk (Pfarrer in Kappel von 1726 bis zu seinem Tod 1748) stiftete 600 Gulden. Baumeister wurde Hans Willam aus St. Peter (Hochschwarzwald). Am 23. August 1749 wurde die neue Kirche vom Konstanzer Weihbischof Franciscus Carolus Joseph Fugger von Kirchberg (1708–1769) konsekriert.
Bagnato hatte vorgeschlagen, der Neubau solle „überzwerch gestellet und das dermahlige Chor stehen bleiben und zur Sacristey gemacht“ werden. Entsprechend hieß es in Hans Willams Werkvertrag 1746, dass „in dem alten Chor, welcher zur Sakristei gemacht wird, die alten Fenster, soviel es nötig, geändert und zugemauert werden“. So ist die Achse der heutigen Kirche gegenüber der alten um 90 Grad gedreht, der Chor liegt im Norden und der Haupteingang im Süden.
1874 wurde St. Peter und Paul innen renoviert. 1898 bis 1900 zog eine Stiftung eine erhebliche Umgestaltung nach sich mit einer Vergrößerung der Empore, Deckengemälden und einer neuen Orgel. 1917 erhielt die Kirche elektrische Beleuchtung, 1939 eine Zentralheizung. Weitere Restaurierungen erfolgten 1953 bis 1956 und 1962 bis 1963. 1962 wurde die aus dem Chor der Vorgängerkirche entstandene Sakristei umgestaltet. Ein dabei entdecktes spitzbogiges Fenster aus dem Vorgängerbau, heute im Pfarrgarten, kann ins 14. Jahrhundert datiert werden. Zur vorerst letzten Renovierung, 1978, schrieb die Badische Zeitung, damit setze sich „die in den letzten Jahren zu beobachtende Tendenz fort, alte Kirchenräume stilgerecht zu erneuern. Die puristische Phase der Jahre zwischen 1965 und 1975, die unter Hinweis auf <...> die Liturgiereform so manch wertvollen Altar und zahlreiche andere Kunstgegenstände aus den Kirchen verbannte, scheint beendet zu sein. <...> Dezent, aber doch an den farbenfrohen Barock erinnernd, bietet sich jetzt die Kirche nach der farblichen Neufassung der Decke und der Stukkierungen, sowie nach der Renovierung der Altäre dar.“ Sie habe ihre frühere Harmonie zurückgewonnen.

## Gebäude
Bagnato modifizierte vereinfachend seine etwa gleichzeitige St. Remigius-Kirche in Merdingen. Wie in Merdingen sollte in die Portalwand ein Turm inkorporiert werden. Aus Merdingens mehrfach geschwungener „welscher Haube“ aber machte sein Plan eine einfache Glockenform; aus der prächtigen, eigenwillig-innovativen Portalwand eine kaum gegliederte Fläche. Dekorationen, Stuckaturen und Deckengemälde wie in Merdingen konnte sich die kleine Kappeler Pfarrei nicht leisten. Willam hatte Bagnatos Plan noch einmal zu reduzieren. Die Längsausdehnung wurde vermindert. Aus dem Turm wurde ein Dachreiter.

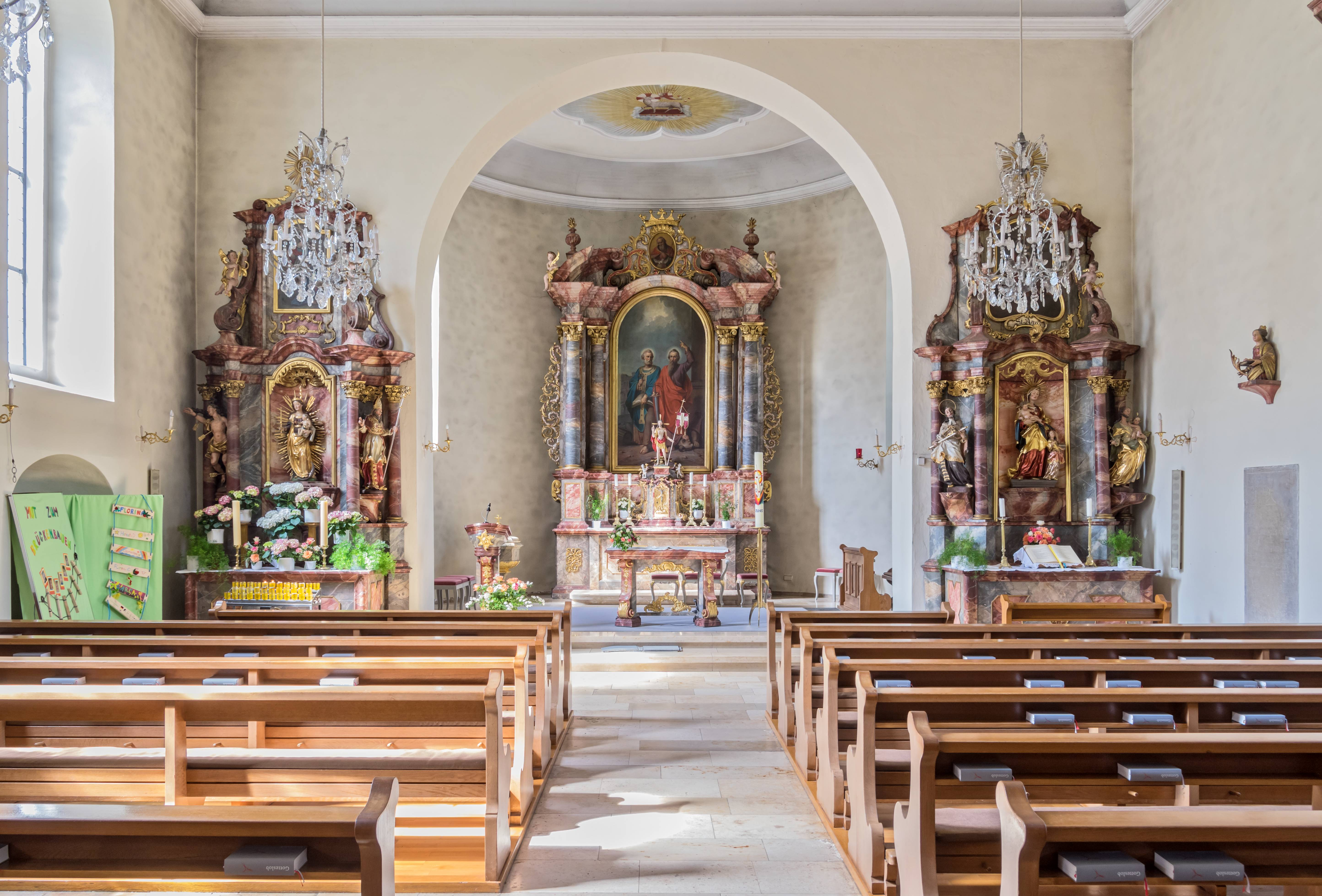
Blick zum Chor

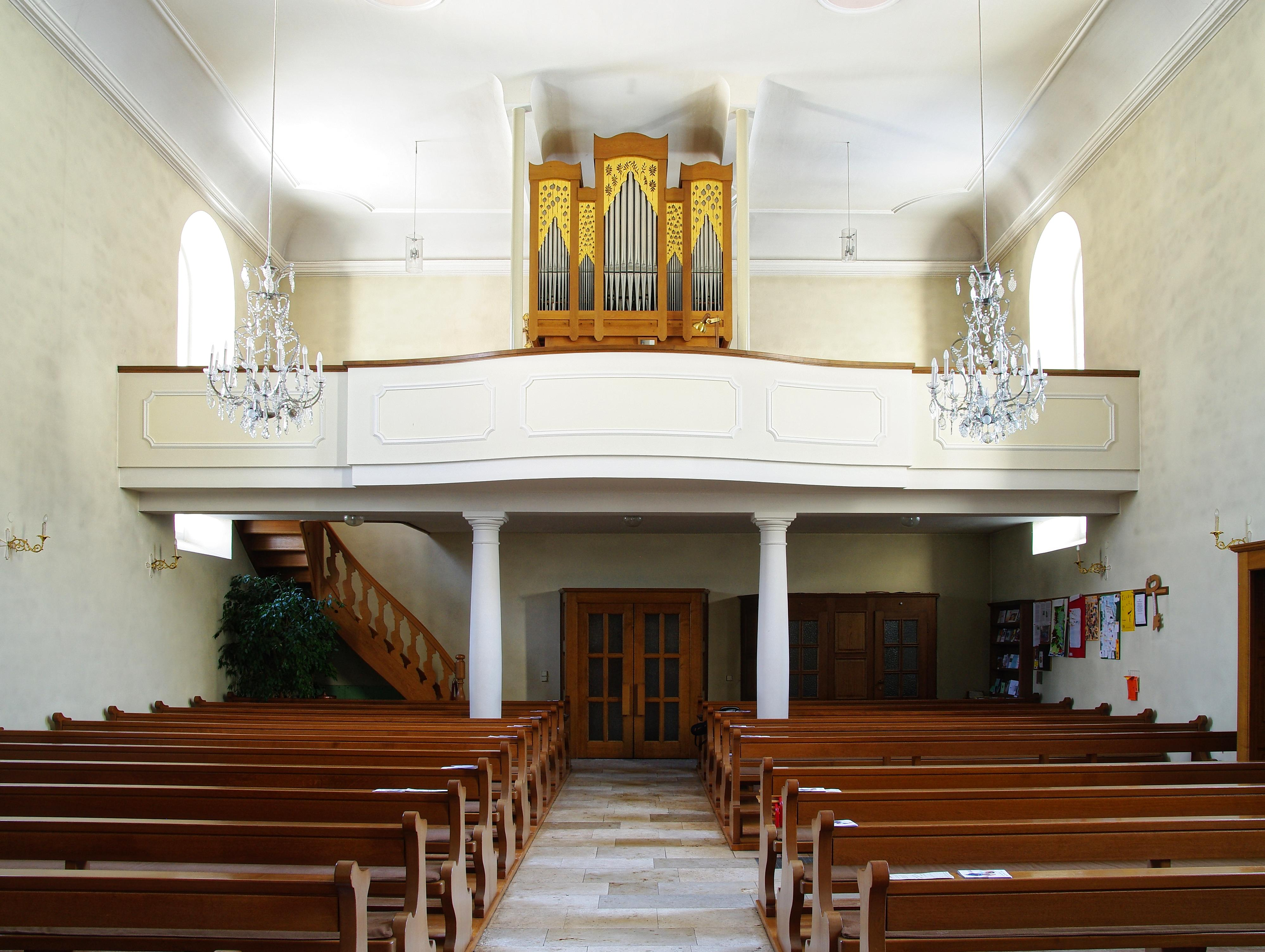
Blick zur Orgelempore

So schmiegt sich die nord-südlich orientierte Saalkirche, Wahrzeichen des Ortes, heute unbarock weiß, über dem alten, mauerumfriedeten Kirchhof an die Flanke des Petersberges. Steinstufen führen zum rundbogigen Südportal mit der Jahreszahl 1747 im Scheitelstein. Seitlich öffnen sich zwei leere Figurennischen, darüber ein Fenster mit oben und unten ausgebuchtetem Gewände. Das Schiff besitzt im Westen (links) drei, im Osten (rechts) zwei, der halbrunde Chor besitzt zwei rundbogige Fenster, dazu im Scheitel ein Blendfenster. In der Westwand befindet sich eine zusätzliche rechteckige Tür. Der hübsche achtseitige Dachreiter schließt mit einer Zwiebelhaube.
Im Inneren spannt sich über einer Hohlkehle die flache Decke. Ein halbrunder Triumphbogen führt in den Chor. Zwei steinerne Säulen stützen die nach vorn ausschwingende Orgelempore.

## Ausstattung

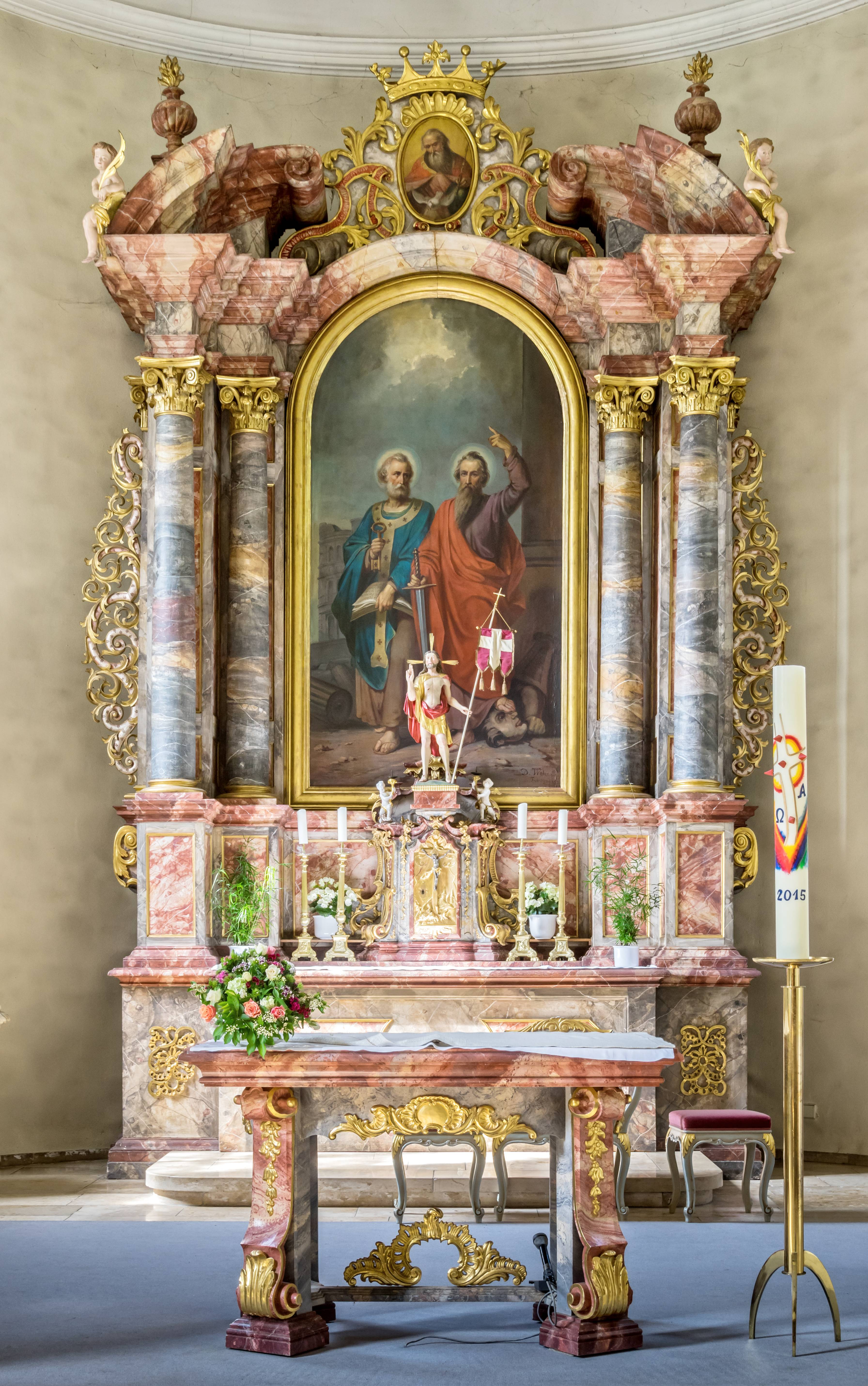
Hochaltar

Die Deckengemälde im Schiff, die „Bekehrung des Saulus zum Paulus“ (Apg 9,1-7 ), und im Chor, das Lamm, Symbol Jesu, auf dem apokalyptischen Buch mit den sieben Siegeln (Offb 5,1 ), gehören zur Umgestaltung von 1898 bis 1900 und stammen von Otto Endres (1876–1934) und seinem Bruder Anselm.

### Altäre

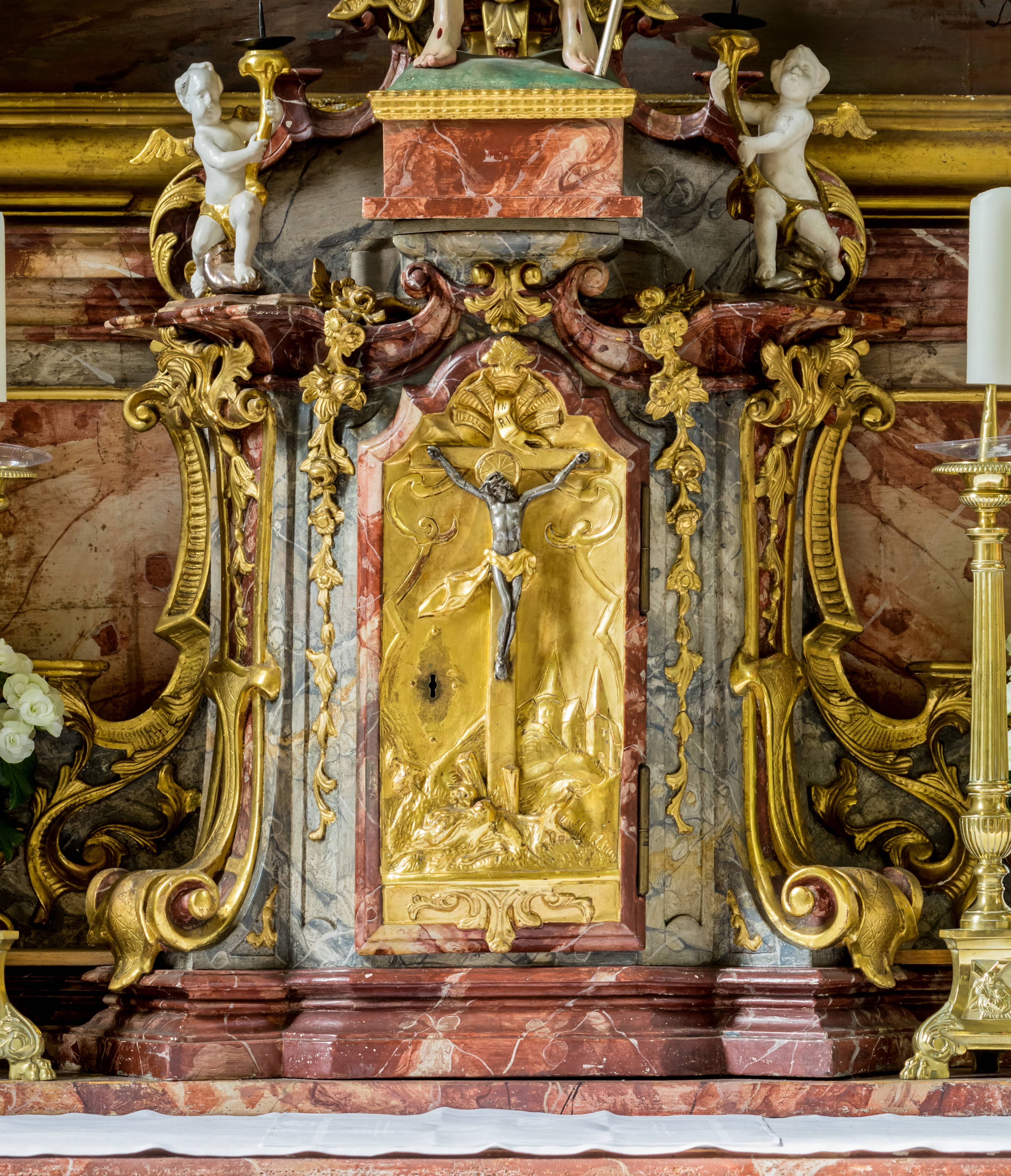
Tabernakel des Hochaltars

Neue Altäre wurden für St. Peter und Paul erst einige Jahre nach der Erbauung beschafft. Jeder Altar ist beidseits von zwei Säulen gerahmt, auf den Auszügen balancieren beidseits zwei Putten. Die beiden Seitenaltäre sind symmetrisch gestaltet.
Der Hochaltar wurde 1754 vom Freiburger Dominikanerkloster erworben, seitdem aber stark verändert. Das heutige Hauptbild zwischen den vier Säulen, Petrus und Paulus, schuf 1874 Dominik Weber (1819–1887). Die dekorativen „Backen“ wurden den Säulen bei der Restaurierung von 1953 bis 1956 angesetzt. Ebenfalls anlässlich dieser Restaurierung überließ die Pfarrei St. Andreas in Neukirch der Kappeler Kirche einen überzähligen Tabernakel von Matthias Faller, der sich „in den Ausmaßen und der Stilwürdigkeit als ein Zierstück des Hochaltars“ erwies. In die Tür hat Faller ein Kruzifix vor einer Landschaft mit einer Kirche geschnitzt. Das Oberbild des Altars zeigt Gottvater.

Linker Seitenaltar
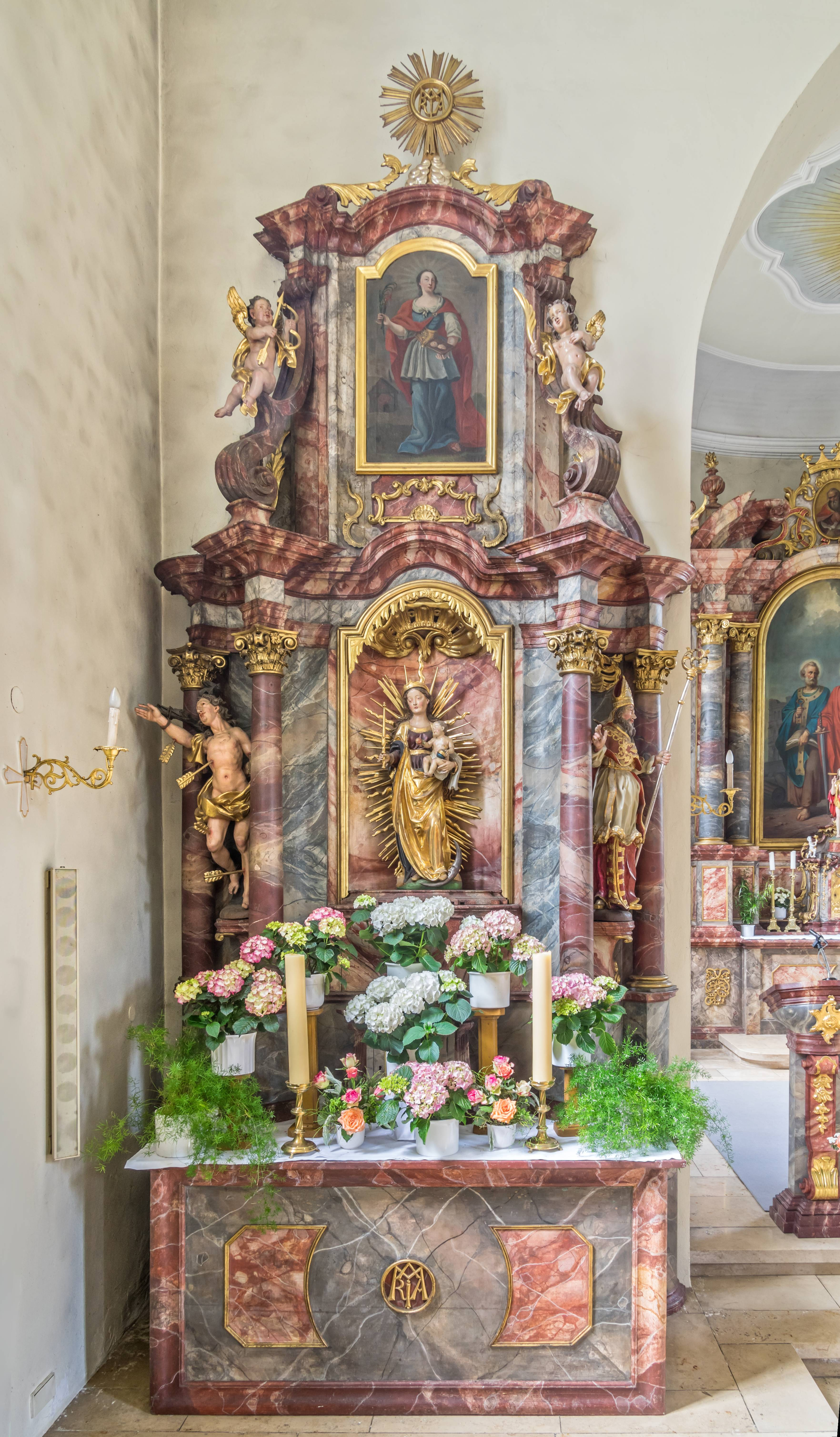
Gesamtansicht
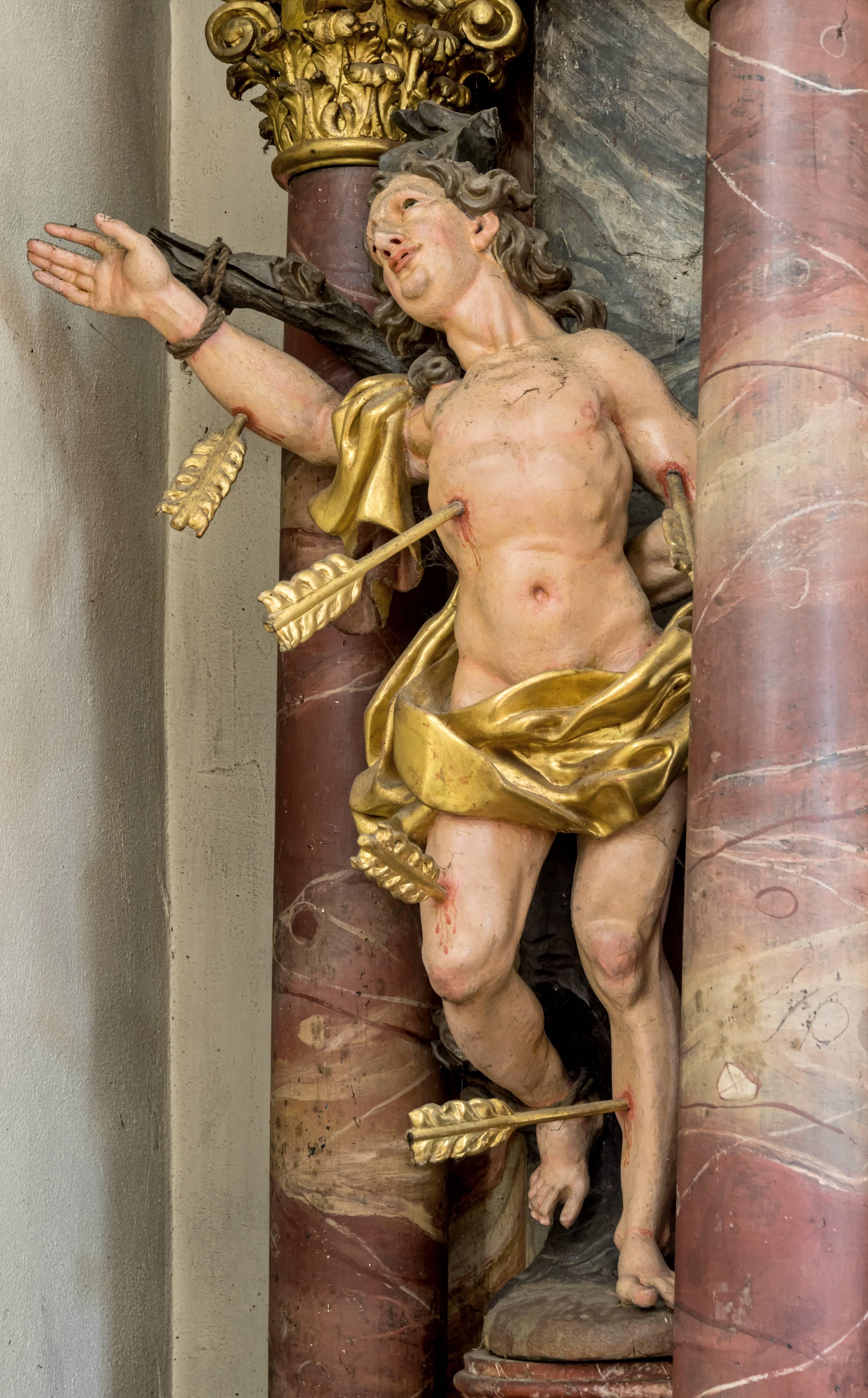
Sebastian
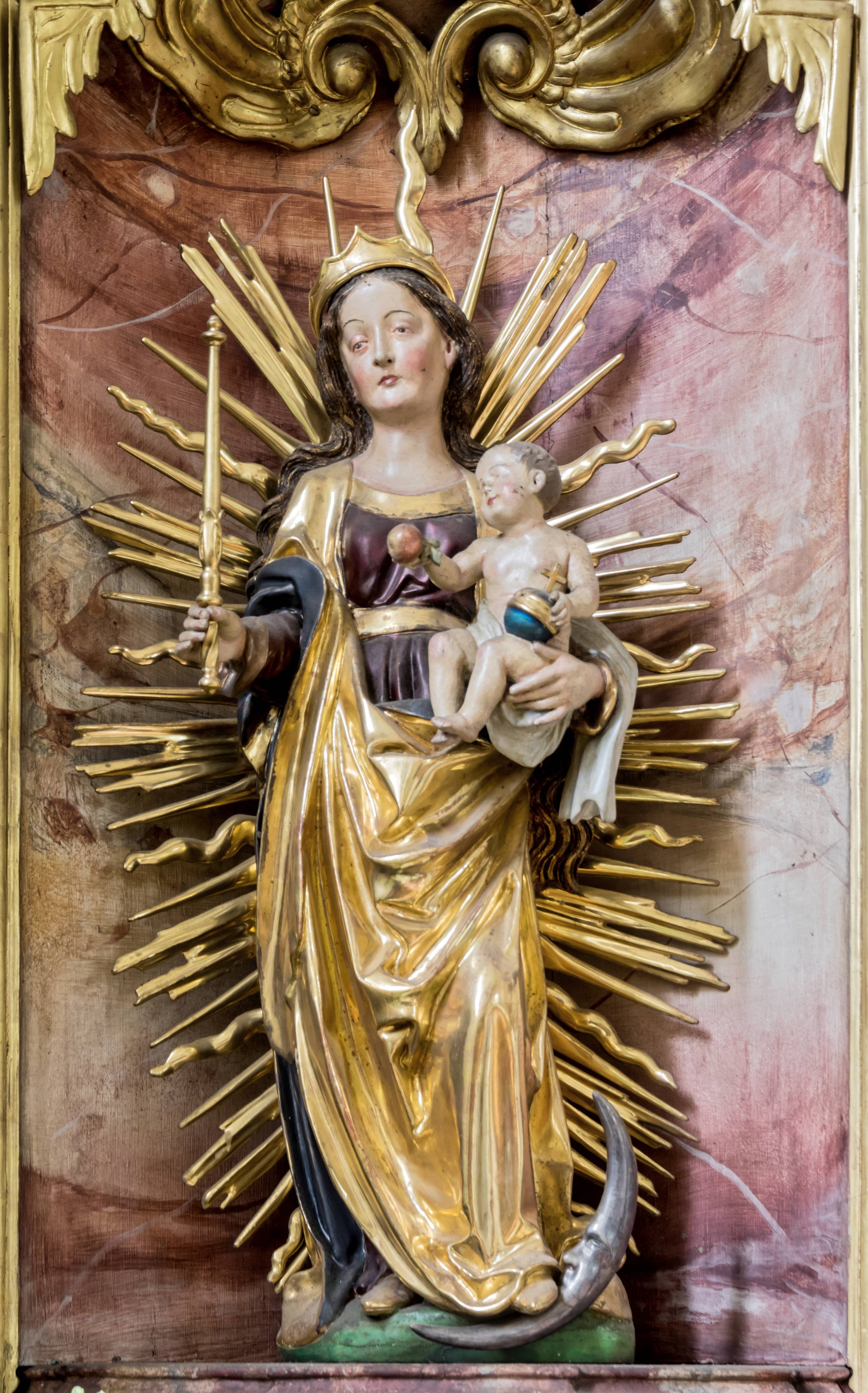
Mondsichelmadonna
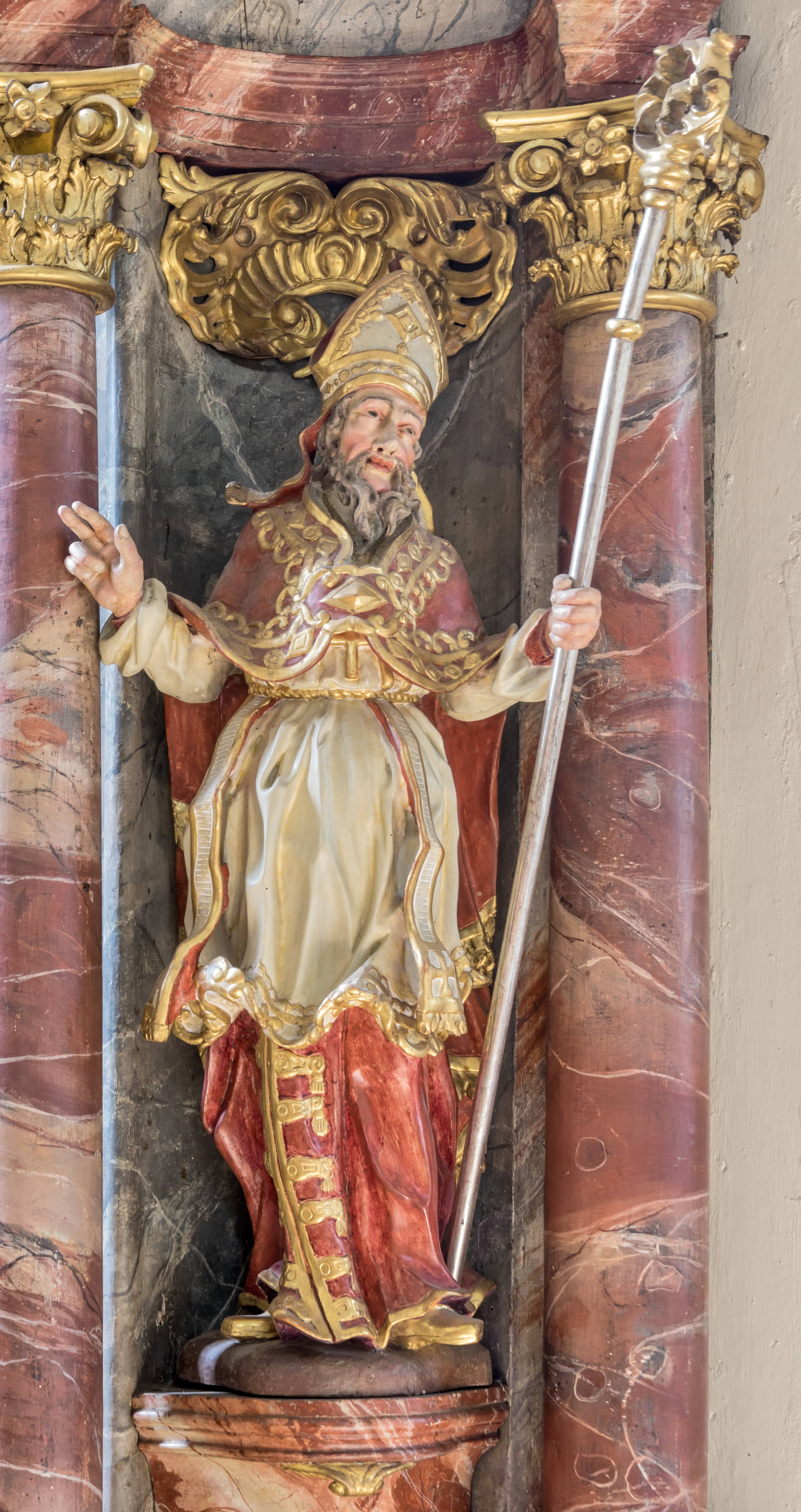
Blasius

Den linken Seitenaltar, Marienaltar, stiftete 1755 die Marienbruderschaft. Zentral steht das alte Gnadenbild, eine dem Hans Wydyz zugeschriebene, im ersten Jahrzehnt des 16. Jahrhunderts in Freiburg geschnitzte Mondsichelmadonna. Sie ist nach der Berliner Kunsthistorikerin Sibylle Groß mindestens viermal gefasst worden und darum in ihrer Qualität schwer zu beurteilen, zumal Teile wie das Christuskind neuzeitliche Zutaten sind. Sie wurde Vorbild für weitere Marienfiguren. „Für die Beliebtheit der Kappeler Maria mag neben ihrer Verehrung die ausgewogene Komposition und der verhaltene Liebreiz ihrer Gestalt ausschlaggebend gewesen sein, welche Bewunderung ausgelöst und ihr eine gewisse Bekanntheit verschafft haben könnte.“ Links steht der heilige Sebastian, rechts der heilige Blasius von Sebaste, der letztere vielleicht wegen der Zugehörigkeit zum Kloster St. Blasien. Sie kommen wie die Engelkinder darüber, die Attribute tragen, aus der Werkstatt von Johann Baptist Sellinger. Das Oberbild zeigt die heilige Agatha von Catania, einen Palmzweig und gemäß ihrer Legende ihre abgeschnittenen Brüste tragend.

Rechter Seitenaltar
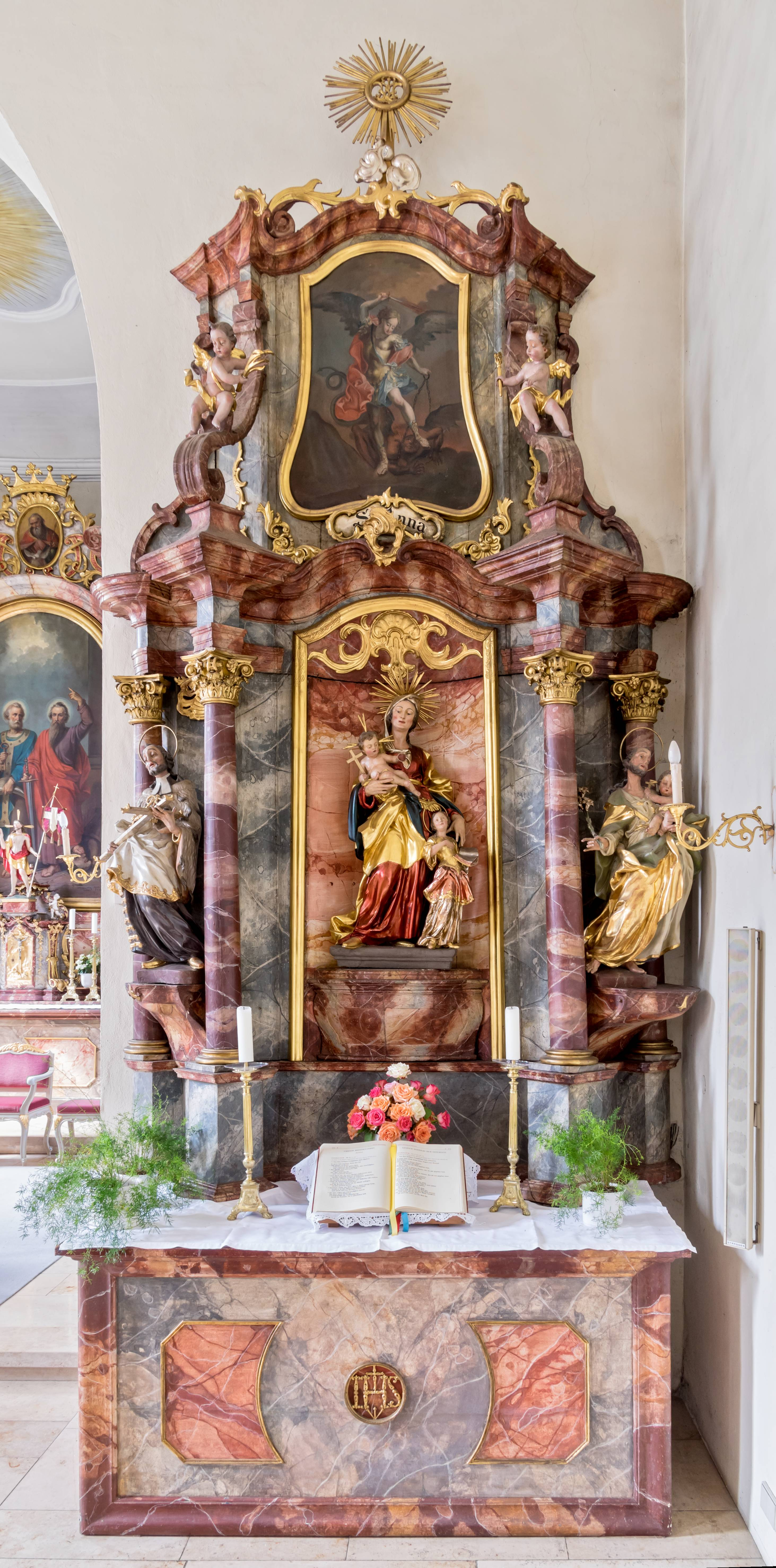
Gesamtansicht
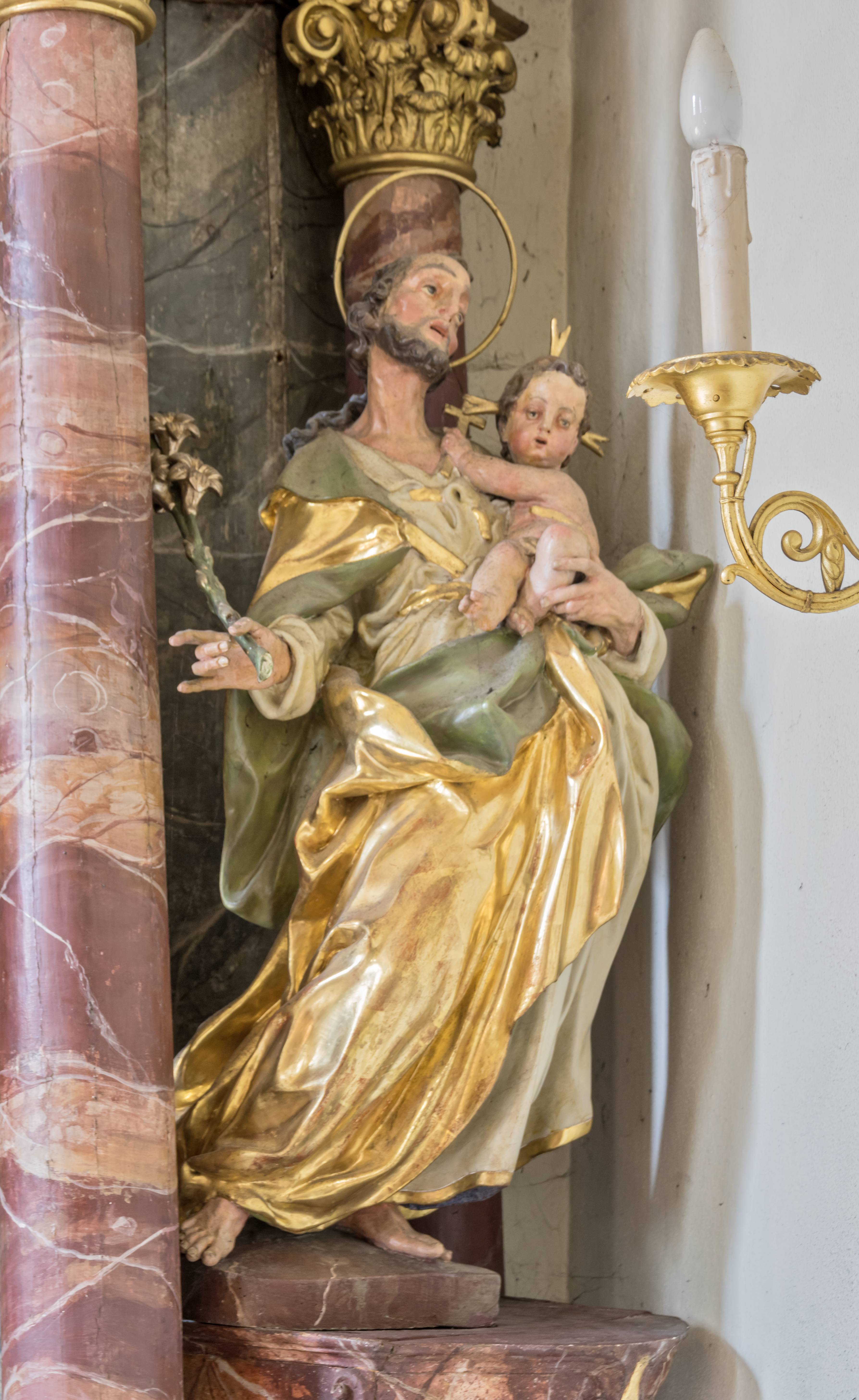
Josef
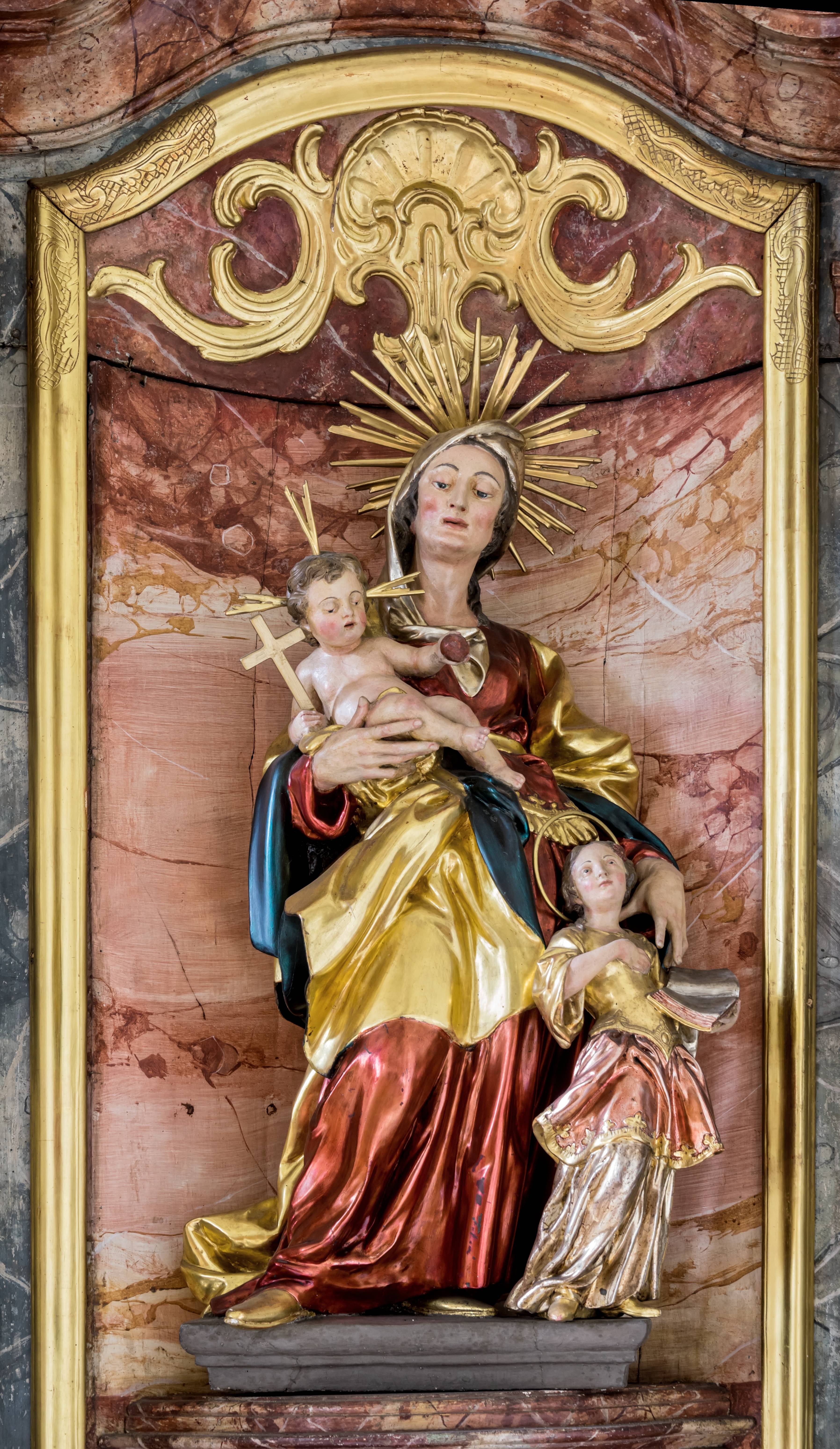
Anna selbdritt
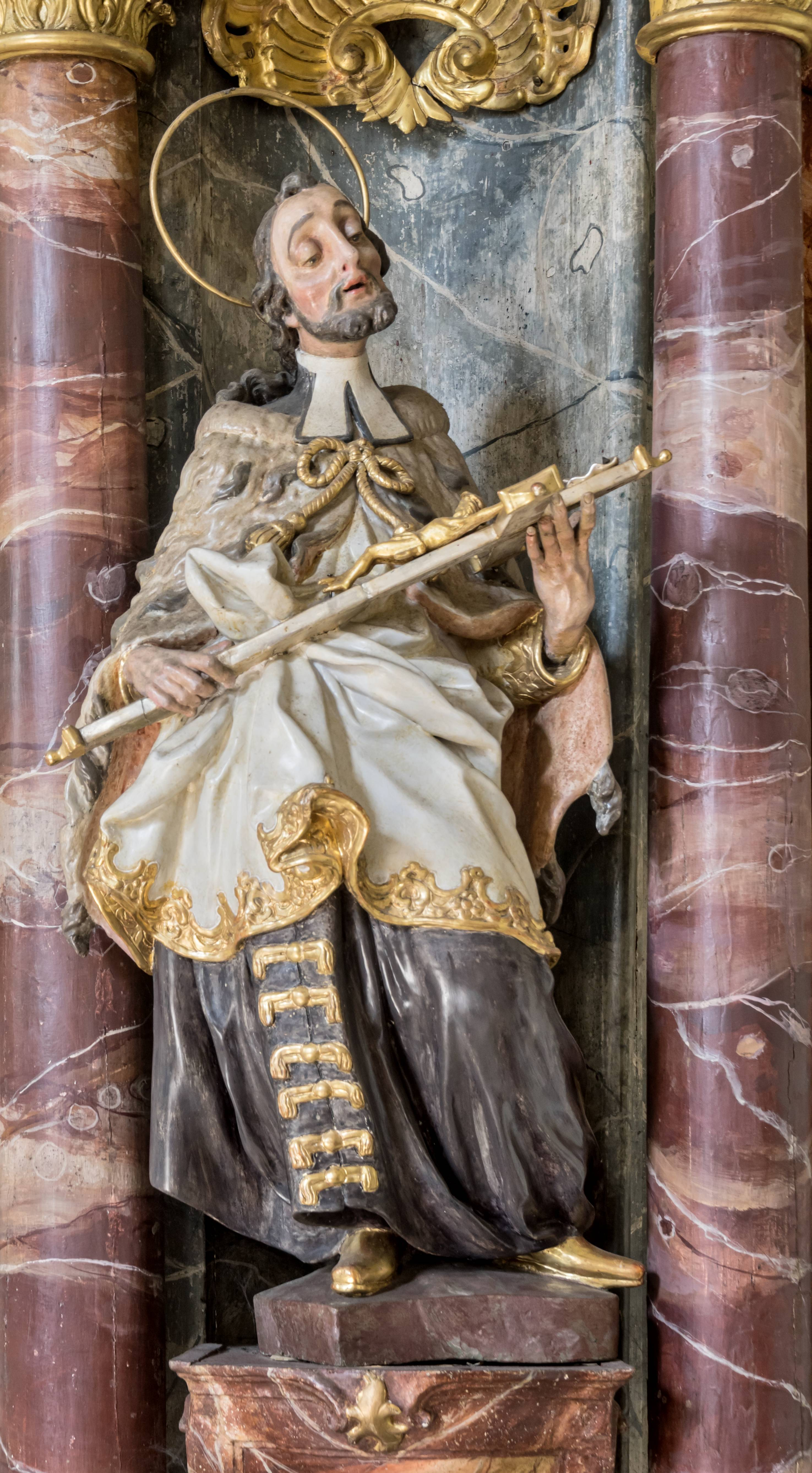
Johannes Nepomuk
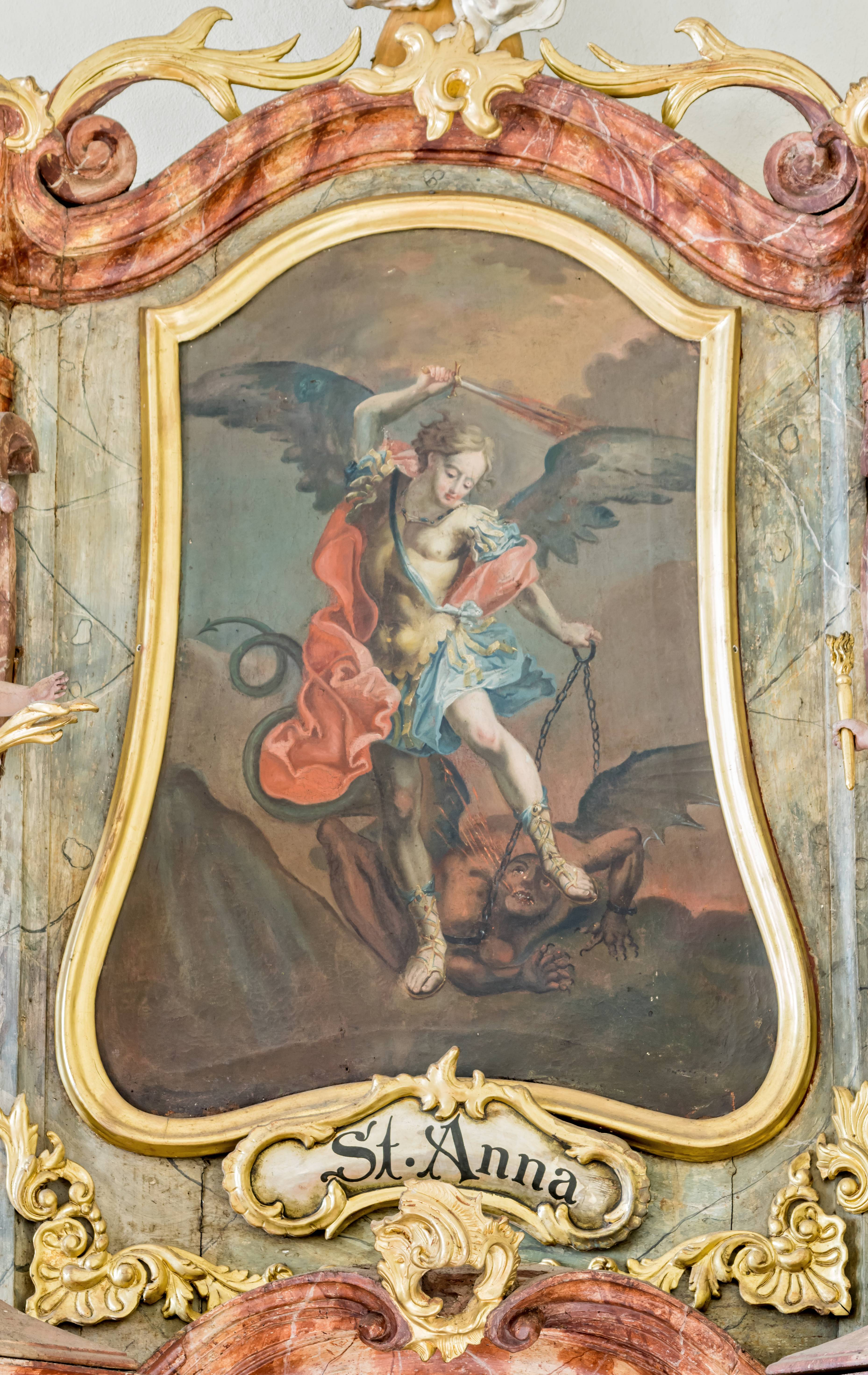
Michael

Die Skulpturen des jüngsten Altars, des rechten Seitenaltars, Annenaltars, 1767, gehören schon dem eleganten Rokoko an. Zentral steht eine „Mutter Anna selbdritt“, nämlich Anna, die Mutter der Maria, Maria und das Jesuskind, vermutlich von Franz Xaver Anton Hauser (1712–1772) oder Franz Anton Xaver Hauser (1739–1819) nach einem Entwurf von Johann Christian Wentzinger geschnitzt. Die Nebenfiguren, den heiligen Josef von Nazaret mit dem Jesuskind, den heiligen Johannes Nepomuk und die zugehörigen Putten, „pausbackige Himmelskinder mit spitzen Näschen und etwas hochmütig heruntergeklappten Augenlidern“, schnitzte Fidelis Sporer. Das Oberbild, den heiligen Erzengel Michael, malte Franz Joseph Rösch (1723–1777).

### Sonstiges
An der linken Schiffswand hängt ein spätgotischer Kruzifix aus der Vorgängerkirche. An der rechten Schiffswand lehnt zwischen Annenaltar und Kanzel die Grabplatte des Pfarrers der Erbauungszeit, Johann Kaspar Schrenk. Darüber ist eine Halbfigur der heiligen Agatha befestigt, vielleicht von dem Freiburger Bildhauer Andreas Hochsing († 15. August 1736 in Horb am Neckar). Der Taufstein stammt aus dem Jahr 1840.

### Orgel

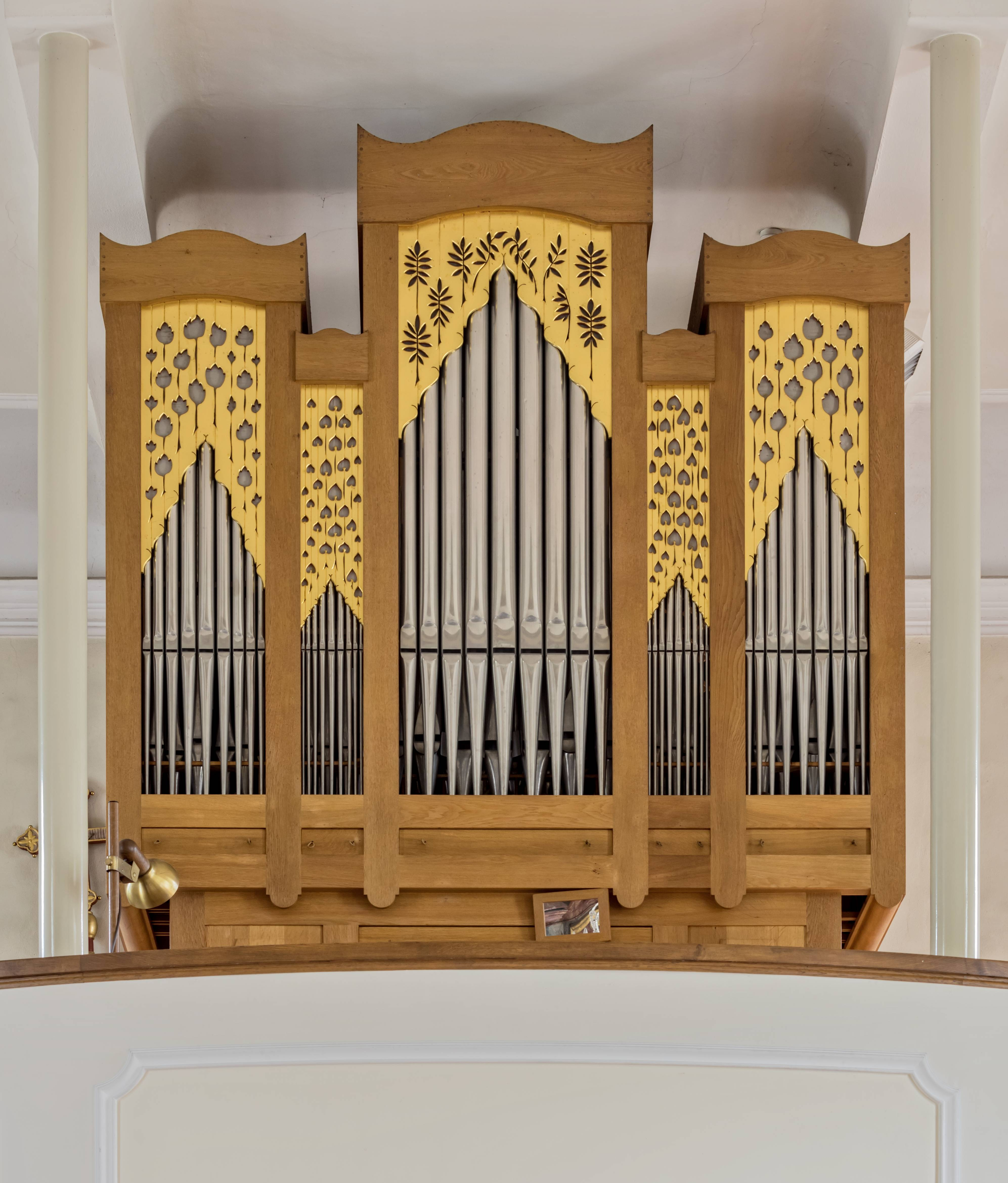
Orgel von 1980

Eine erste Orgel mit acht Registern und einem Manual bauten 1801 Xaver Bernauer (1768–1831) und sein Vater Blasius (1740–1818) aus Staufen im Breisgau. Der Orgelsachverständige Bernd Sulzmann (1940–1999) rettete dieses Instrument, das sich nach einer Zwischenstation in Ettenheim heute im Orgelbauersaal der Waldkircher Orgelstiftung befindet. An seine Stelle trat in Kappel bei der Umgestaltung von 1898 bis 1900 ein Instrument von August Merklin (1860–1940). 1980 schließlich wurde die heutige, dritte Orgel von Johannes Rohlf eingeweiht. Sie hat 18 Register auf zwei Manualen und Pedal.

### Glocken
Im über den Eingangsgiebel gestellten hölzernen Dachreiter hängen drei Glocken aus Bronze. Die beiden größeren wurden 1951 bei Friedrich Wilhelm Schilling in Heidelberg, die kleinste 1923 bei der Glockengießerei Bachert in Karlsruhe gegossen.
| Glocke | Durchmesser | Gewicht | Schlagton |
| ------ | ----------- | ------- | --------- |
| 1      | 778 mm      | 265 kg  | c″-5      |
| 2      | 690 mm      | 191 kg  | d″-7      |
| 3      | 565 mm      | 125 kg  | f″+5      |

## Würdigung
Brommer urteilt, der barocke Charakter des Innenraums und seiner Ausstattung sei im 19. Jahrhundert beeinträchtigt, durch die Restaurierungen seit 1953 aber großenteils zurückgewonnen worden. Blickfang seien die drei Altäre, deren Tabernakel, Statuen und Bilder bewunderte Zeugnisse Breisgauer Barockkunst, besonders des Kreises um Johann Christian Wentzinger seien. „Anmutig fügt sich in die Gesamtausstattung das spätgotische Gnadenbild, die Kappeler Bruderschaftsmadonna, ein.“